# Fra Felice da Sambuca

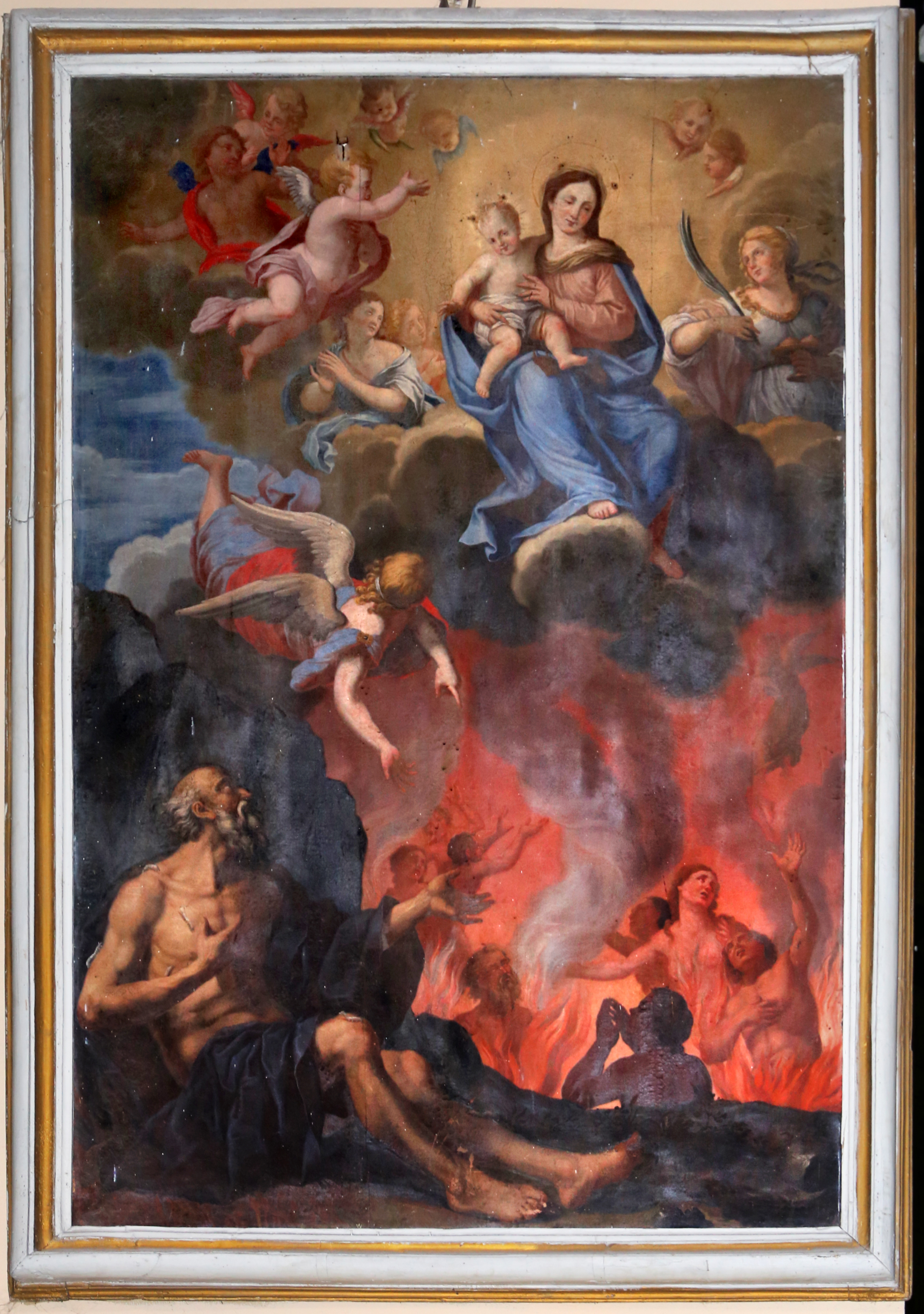
Madonna col Bambino, santi e anime del purgatorio, chiesa di San Bartolomeo (Collodi)

Fra Felice da Sambuca, al secolo Gioacchino Viscosi (Sambuca di Sicilia, 17 agosto 1734 – Palermo, 14 ottobre 1805), è stato un pittore e presbitero italiano.

## Biografia

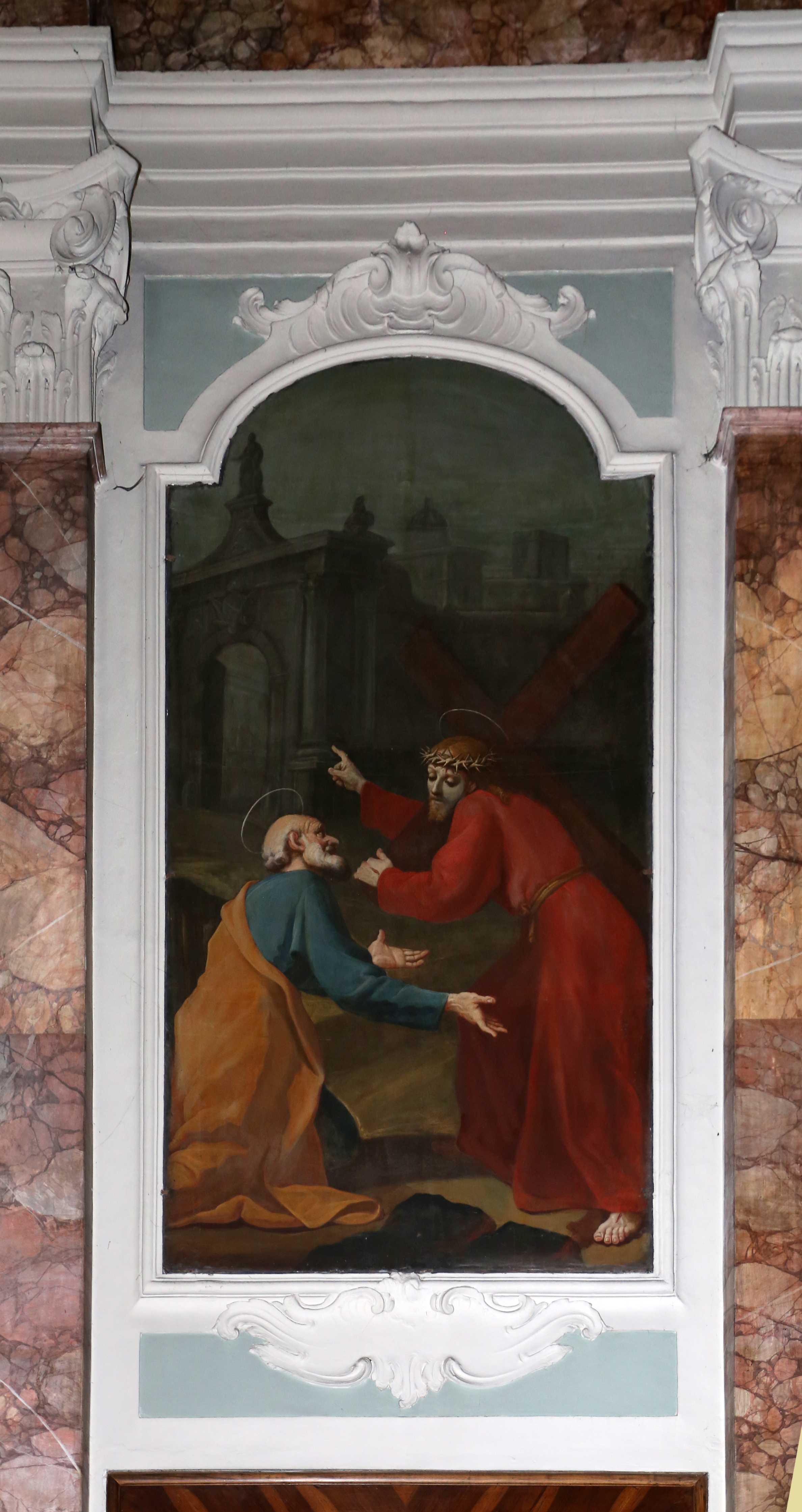
Domine quo vadis, 1777, Borgo a Buggiano

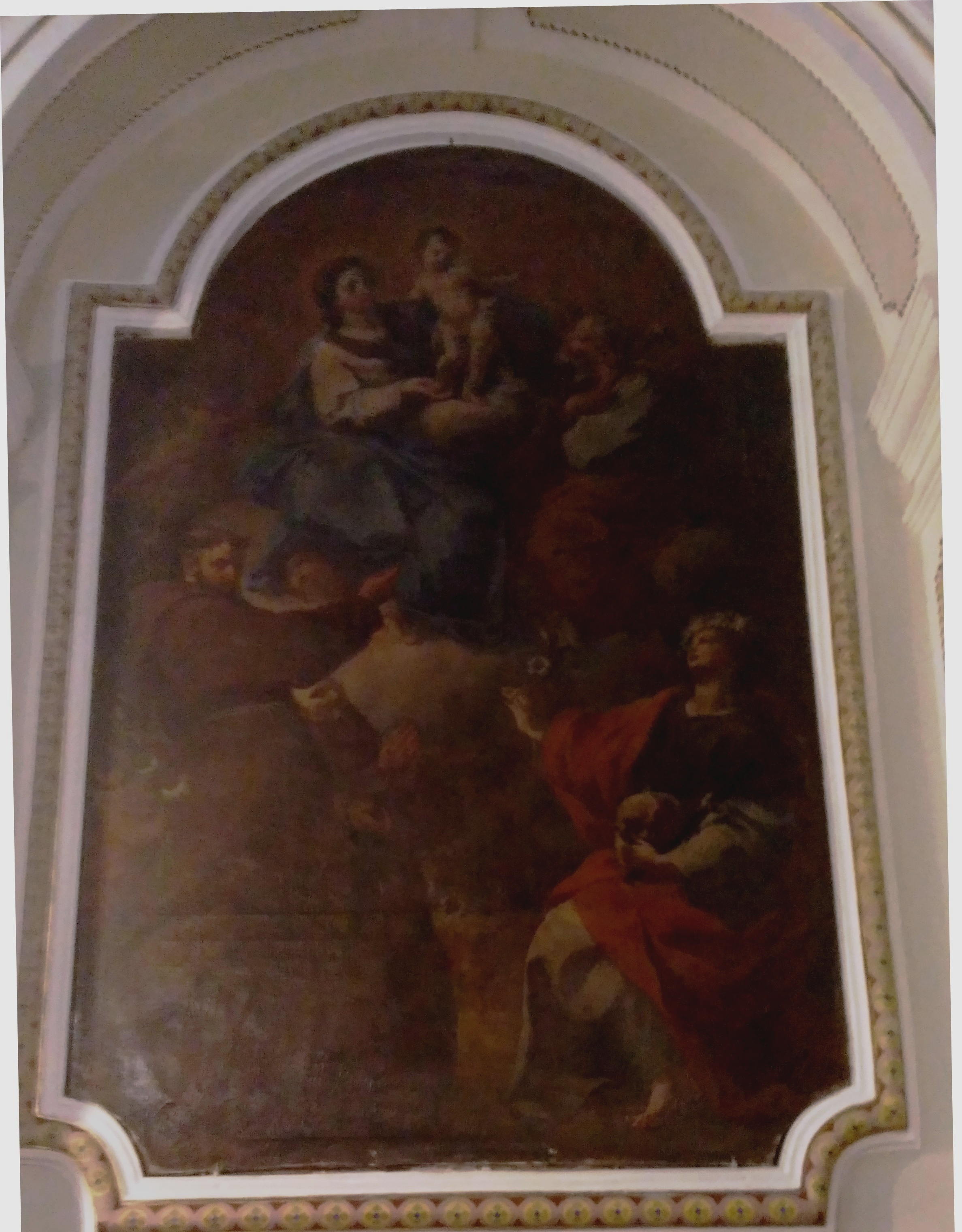
Sacra Famiglia con il beato Bernardo da Corleone e santa Rosalia, Chiesa di Sant'Anna (Alcamo)

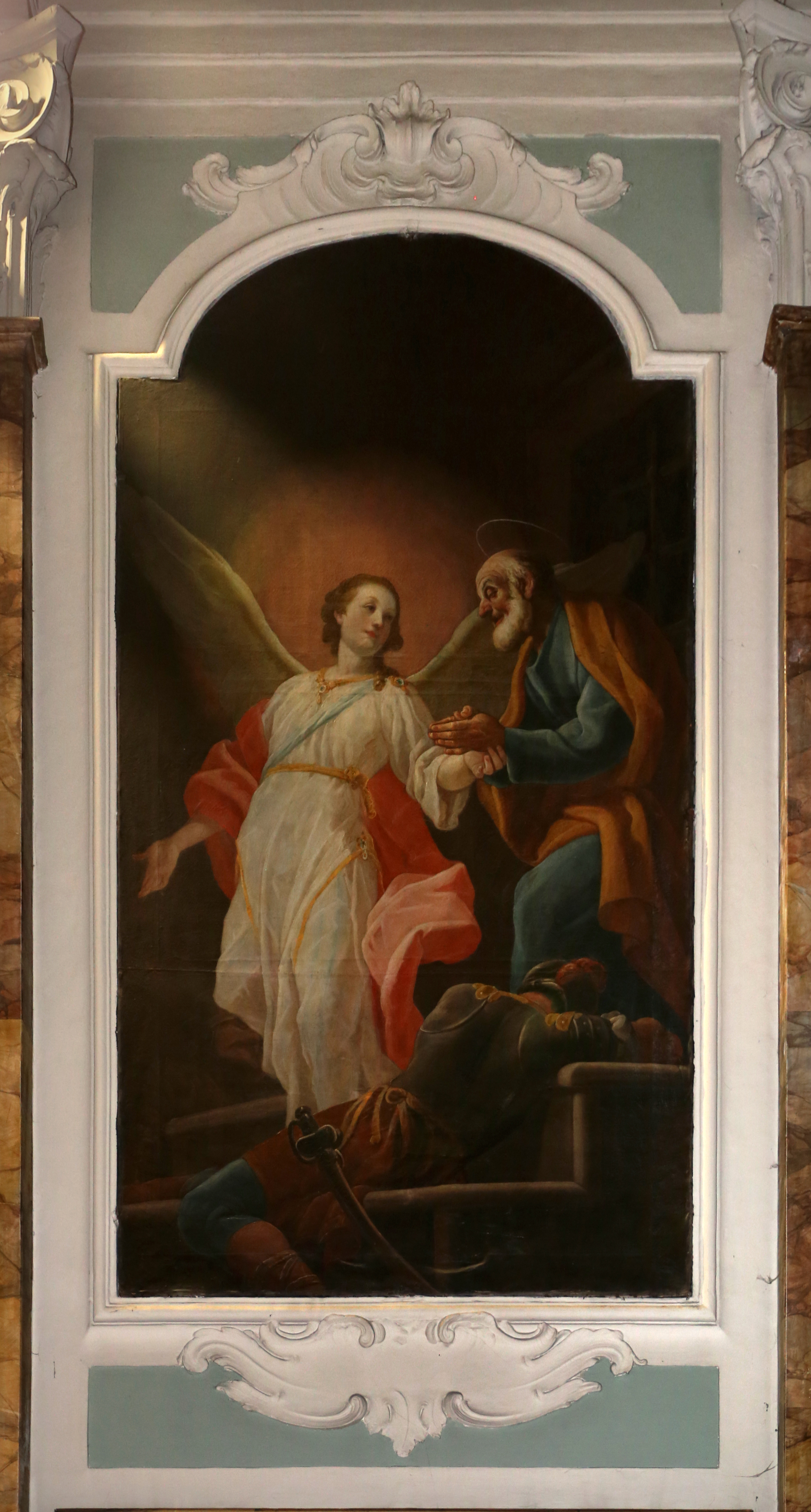
San Pietro liberato dal carcere, 1777, Borgo a Buggiano

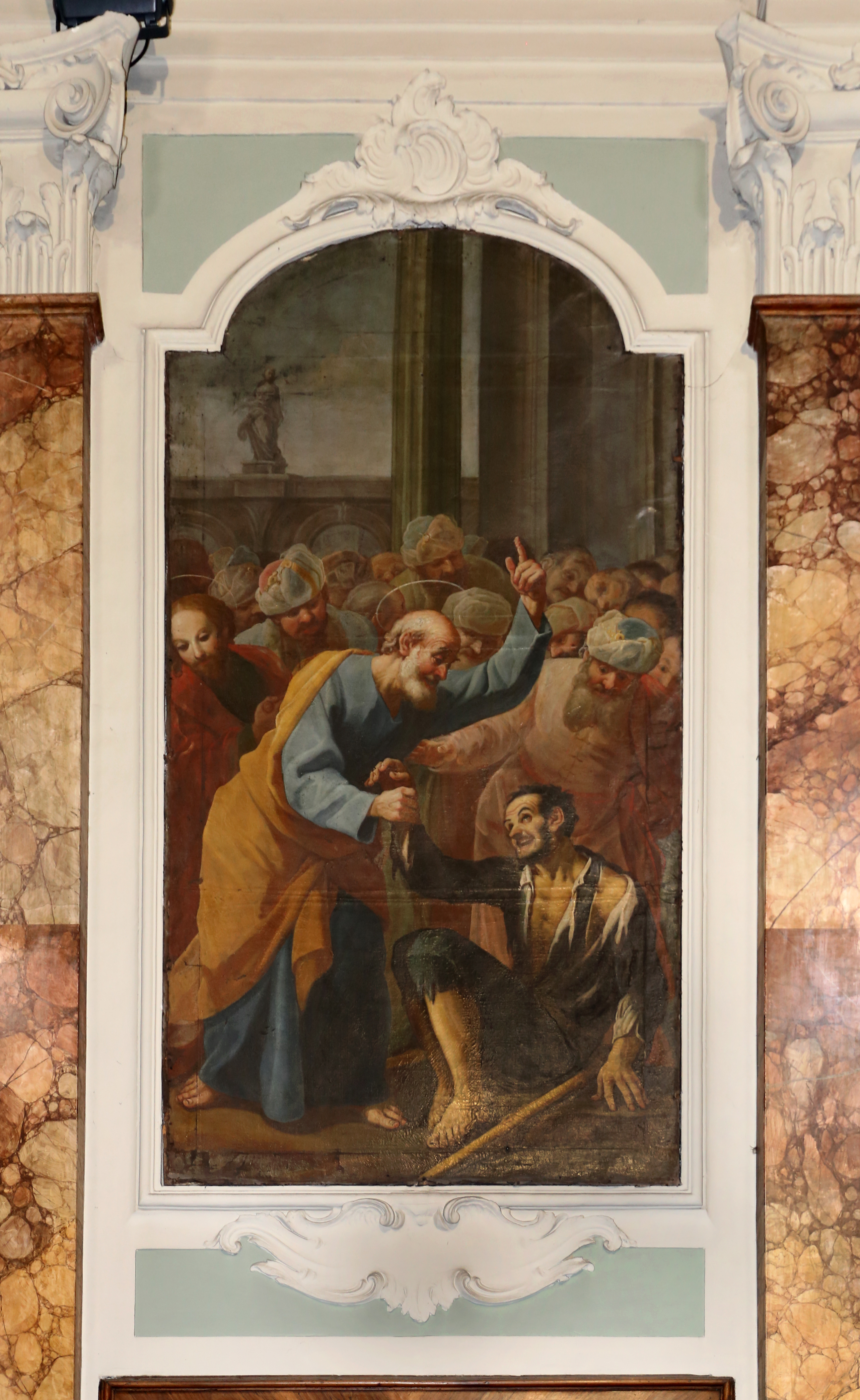
Guarigione del paralitico, 1777, Borgo a Buggiano

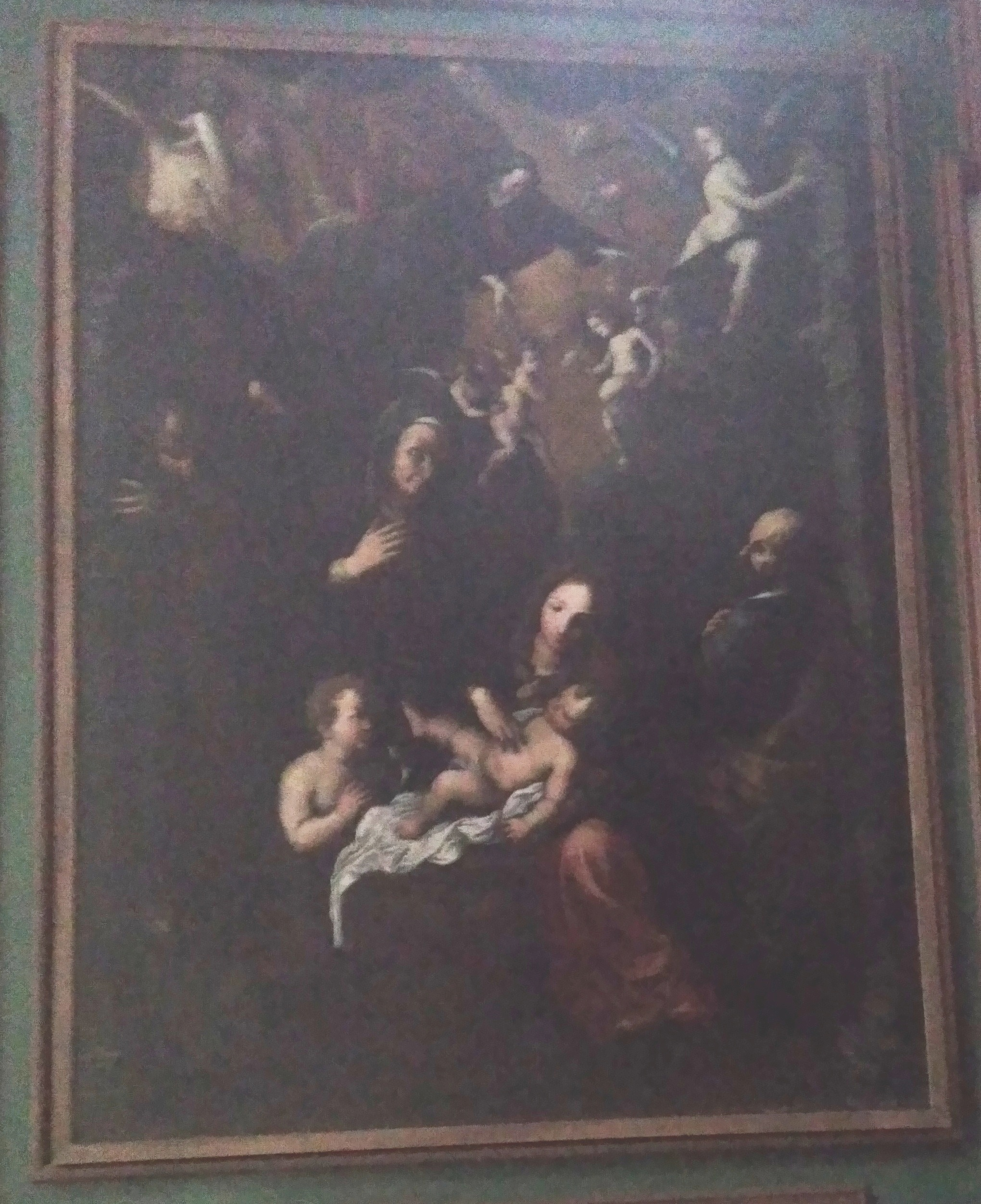
Natività di Gesù Bambino con i santi Gioacchino e Anna

Fra Felice da Sambuca (al secolo Gioacchino Viscosi) nacque a Sambuca di Sicilia (Agrigento): a 20 anni entrò nel convento dei cappuccini di Monte San Giuliano (oggi Erice), dove indossò il saio con il nome di fra Felice da Sambuca nel settembre 1755.
Secondo alcuni biografi ebbe una prima formazione a Sciacca, presso la scuola del pittore Francesco Aversa, e in seguito, trascorse un breve periodo a Palermo presso la bottega di Olivio Sozzi o, forse, fu allievo del confratello cappuccino padre Fedele Tirrito da San Biagio, interprete della corrente accademica che si ispirava al pittore Sebastiano Conca.

### Stile e temi
Ecco il giudizio che dà il Roccaforte su fra Felice:
Dotato di ingegno creativo di profondi sentimenti e di esuberante spiritualità, fra Felice dipingeva per istinto, senza l'influsso di scuole o di accademie, che non frequentò mai e per questo conferiva una limpida spontaneità e una particolare grazia spirituale alle sue creature artistiche.
Nel creare le sue opere di carattere religioso, fra Felice tende a comunicare direttamente con i fedeli; tutto è quotidiano nella sua pittura e le sue figure denotano una propria spiccata gestualità, come se stessero recitando un “a parte”.
L'intensità emotiva che traspariva dai suoi quadri gli diedero una fama tale da costringerlo a realizzare, in breve tempo, una grande quantità di opere che, a volte, risultano carenti nella tecnica pittorica o nella cura dei dettagli.

### A Sambuca di Sicilia
Qui diede vita alle sue prime opere, tra cui il Transito di san Giuseppe, Gesù nell'orto e I Quattro Evangelisti, eseguite nel 1760; inoltre realizzò degli affreschi per le chiese di Santa Caterina d'Alessandria, di San Calogero, di San Giuseppe, del collegio di Maria e dell'orfanotrofio.

### A Roma
Nel 1768 si recò a Roma, a seguito della chiamata da parte di papa Clemente XIII, per la realizzazione di alcuni quadri in occasione della beatificazione del frate Bernardo da Corleone: una grande tela con Il beato Bernardo in gloria e cinque tondi ad olio con Fatti e virtù del beato, oggi dispersi, mentre si conservano tuttora nella chiesa di Santa Maria della Concezione dei Cappuccini  l'Apparizione di Maria Vergine al beato Bernardo, (di un'insolita finezza nella sua realizzazione rispetto alla sua produzione artistica) e due tele con La morte del giusto (la "buona morte") e La morte del peccatore (la "cattiva morte"), soggetti religiosi molto richiesti e ridipinti diverse volte dal pittore.
Presso l'Istituto Storico dei Cappuccini di Roma si trovano quattro bozzetti con Storie di fra Lorenzo da Brindisi, attribuiti a fra Felice da Sambuca. In esse, più che di Giovanni Lanfranco e di Guido Reni, si avverte la conoscenza delle opere di Gaspare Traversi.

### In Toscana
Nel 1777 fra Felice si recò in Toscana, grazie all'interessamento di padre Luigi Sibaldi di Borgo a Buggiano (Pistoia), ospitato nel convento cappuccino di Torricchio. Nel giro di un anno, riuscì a completare diversi dipinti nelle suddette località, a Pistoia e in altri conventi della Toscana: alcuni suoi dipinti si trovano nei conventi di Firenze, di Torricchio e soprattutto di Lucca.
Queste opere, pregevoli per la forte carica espressiva, evidenziano delle conformità stilistiche ed espressive con quelle di frate Stefano da Carpi; Fra Felice trasferisce in un linguaggio chiaro e comprensibile, i temi della pittura a sfondo religioso e devozionale.

### In Sicilia
Dopo il rientro in Sicilia, fra Felice continuò a dipingere (a volte a ridipingere) o a restaurare opere pittoriche per chiese e conventi nella Sicilia occidentale; l'ampiezza della sua produzione "è da mettere in rapporto con la rapidità di esecuzione e con la tendenza, stimolata dai committenti, a ripetere frequentemente certi soggetti" .
Come tanti altri pittori, conservava e riutilizzava i cartoni con varie figure nel creare altri dipinti: l’immagine di S. Fedele da Sigmaringa, ad esempio, è la stessa utilizzata dall’artista per altre sue opere.
Il pittore trascorse gli ultimi anni della sua vita nel convento dei cappuccini di Palermo, dove ci sono molti suoi dipinti e dove morì il 14 ottobre 1805.
Dopo 12 anni, il 29 marzo 1817, su richiesta del padre Lorenzo di Palermo, Vicario Provinciale, e alla presenza del vescovo mons. Gabriele Gravina, di mons. Giuseppe Amorelli e del cardinale Pietro Gravina, la salma di fra Felice fu esumata e posta a destra dell’altare maggiore della chiesa dei Cappuccini di Palermo, ove attualmente è conservato.

## Opere

### Agrigento e provincia
Burgio
- Tele per la cappella del beato Bernardo, nella chiesa dei cappuccini (1770-1771)[8]
  - Fra' Bernardo inginocchiato davanti alla Madonna
  - Fra' Bernardo riceve da Gesù il pane inzuppato nel sangue del costato

Caltabellotta
Chiesa dei Cappuccini:
- Pala  raffigurante la Madonna col Bambino e ai piedi santi e frati cappuccini in adorazione (seconda metà del XVIII secolo);

Canicattì
- Cristo che concede l'indulgenza a san Francesco ("la Porziuncola"), convento dei Cappuccini o chiesa della Madonna della Rocca

Licata
- Sacro Cuore e santi, chiesa di Santa Maria La Nuova
- Madonna con san Filippo Neri, chiesa di Santa Maria La Nuova
- Sante Rosalia, Lucia, Agata e il beato Tomasi, chiesa di Santa Maria La Nuova
- Madonna col Bambino e santi cappuccini, realizzata per la chiesa dei cappuccini e ora nel palazzo comunale.

Menfi
- Lavanda dei piedi nella chiesa dei Cappuccini

Naro
Chiesa di San Francesco:
- Fede
- Santi Bartolomeo e Lorenzo
- Cristo che appare a san Calogero
- San Francesco che riceve le stimmate
- La buona morte
- La cattiva morte

Nella stessa chiesa ci sono pure queste 4 pale d'altare, eseguite nel 1800:
- San Calogero davanti al Redentore
- Sant'Antonio da Padova col Bambino Gesù
- San Francesco dinanzi alla Madonna o Perdono d'Assisi
- Santi Chiara, Lorenzo e Bartolomeo

Chiesa di San Paolo:
- Addolorata

Si conservano inoltre altre sue tele nella biblioteca Feliciana, e che provengono dalla chiesa delle benedettine: 
- San Gregorio
- Guarigione di Tobia
- Madonna delle Rose

Sambuca di Sicilia
Convento dei Cappuccini: 
- Transito di san Giuseppe (1760), affresco in parte cancellato dal tempo
- Gesù nell'orto (1760)
- Quattro Evangelisti (1760)

Chiesa di San Michele e documentati in Duomo fino al 1968:
- Gesù consegna a san Pietro le chiavi del Paradiso
- Madonna del latte tra i santi Benedetto da Norcia e Domenico di Guzmán
- Estasi di san Giovanni Evangelista
- Dottori della Chiesa

Chiesa della Concezione:
- San Vincenzo Ferreri
- Madonna con sant'Antonio da Padova
- Madonna della Misericordia
- San Francesco di Paola e la Buona Morte
- Purgatorio e la purificazione delle anime, olio su tela documentato fino al 1968 nella chiesa del Purgatorio e attualmente custodito presso la locale banca di Credito Cooperativo
- Glorificazione del marchese don Pietro Beccadelli, pala d'altare, chiesa di Santa Caterina d'Alessandria del monastero dell'Ordine benedettino

Sciacca
Convento dei Cappuccini:
- Madonna di Loreto
- Storie della Passione di Cristo
- Maddalena
- Addolorata
- Davide
- Geremia
- Gesù Bambino appoggiato alla Croce
- Madonna dei miracoli, Gesù Bambino
- Madonna che vigila Gesù Bambino dormiente
- Gesù Bambino e il beato Bernardo da Corleone

### Caltanissetta e provincia
Presso il Museo diocesano di Caltanissetta:
- Madonna col Bambino e santi cappuccini, opera proveniente dalla chiesa del convento di Caltanissetta, dedicata a Santa Maria Assunta. Alla Vergine e il Bambino fanno corona i santi Felice da Cantalice, Fedele da Sigmaringa, Giuseppe da Leonessa, Serafino da Montegranaro e il beato Bernardo da Corleone, con un'aureola sfumata.
- Madonna col Bambino e il beato Bernardo da Corleone
- Martirio di santa Flavia, proveniente dall’abbazia di Santo Spirito
- Veglia Materna, proveniente dalla cappella della Casa del Clero “San Giuseppe” di Santo Spirito (Caltanissetta). È questa una raffigurazione tipica dell’arte di Fra Felice, infatti si riscontra in molti conventi dei cappuccini. La tela rappresenta il dolore dell’Addolorata che piange sul Bambino Gesù mentre dorme, con i simboli della passione accanto a lui.[5]

### Palermo e provincia
Bisacquino
- Madonna con Bambino Gesù Fondazione Museo Civico di Bisacquino (attribuito)

Castronovo di Sicilia
- Pala d'altare nella chiesa dei cappuccini di  (1770-1771)

Corleone
- Episodi della vita del beato Bernardo, ciclo di dipinti del 1787, nella chiesa madre

Ciminna
- Storie di san Benedetto, nella chiesa madre

Monreale
- San Marco Evangelista, nel palazzo comunale (attribuito)

Palermo
Nel convento dei Cappuccini:   
- Salvator Mundi
- Sant'Antonio da Padova
- Madonna della Misericordia
- Beato Bernardo da Offida
- Ritratto di Lorenzo Acquaviva arcivescovo di Napoli
- Tre grandi monocromi (presso l'infermeria del convento)

### Trapani e provincia
Alcamo
Ex convento dei Cappuccini, oggi chiesa di Sant'Anna:
- Sacra Famiglia, con ai piedi il beato Bernardo da Corleone e santa Rosalia
- Sacro Cuore di Gesù
- Santa Chiara e santi
- San Francesco di Paola sorretto dagli angeli
- Santi cappuccini
- La buona morte
- La cattiva morte
- Natività di Gesù Bambino con i santi Gioacchino e Anna
- Via Crucis
- Il Ritrovamento dell'immagine della Madonna dei Miracoli, nella sagrestia
- Veglia della Madonna, nella sagrestia

Santuario di Maria Santissima dei Miracoli, in sacrestia:
- Immacolata

Erice
Chiesa del convento dei Cappuccini:
- Nostra Signora della Confusione
- Maria Santissima di Custonaci
- Madonna piangente sul Bambino dormiente
- Buon Pastore e altri due dipinti ad olio.

Marsala
Chiesa dell'Addolorata:
- Pale d'altare raffiguranti San Filippo Benizi e Santa Giuliana Falconieri
- Sacro Cuore e i santi Francesco e Filippo Neri
- Tobia
- Tobiolo e l'angelo (1790)

Partanna
Chiesa del monastero di San Benedetto:
- Storie di san Benedetto (1780 circa)
  - San Benedetto che libera un indemoniato
  - San Benedetto resuscita il figlio di un contadino
  - Apparizione e miracolo di san Benedetto
  - San Benedetto presenta la regola
  - San Benedetto, s. Scolastica e s. Mauro

Salemi
- Fuga in Egitto, oratorio di Sant'Anna

### Roma
- Apparizione di Maria Vergine al beato Bernardo, chiesa della Madonna della Concezione dei padri cappuccini
- La morte del giusto (la "buona morte"), chiesa della Madonna della Concezione dei padri cappuccini
- La morte del peccatore (la "cattiva morte"), chiesa della Madonna della Concezione dei padri cappuccini
- Storie di fra' Lorenzo da Brindisi, quattro bozzetti conservati presso l'Istituto storico dei cappuccini di Roma (attribuiti)

### Toscana
Firenze
Nel convento dei frati cappuccini:

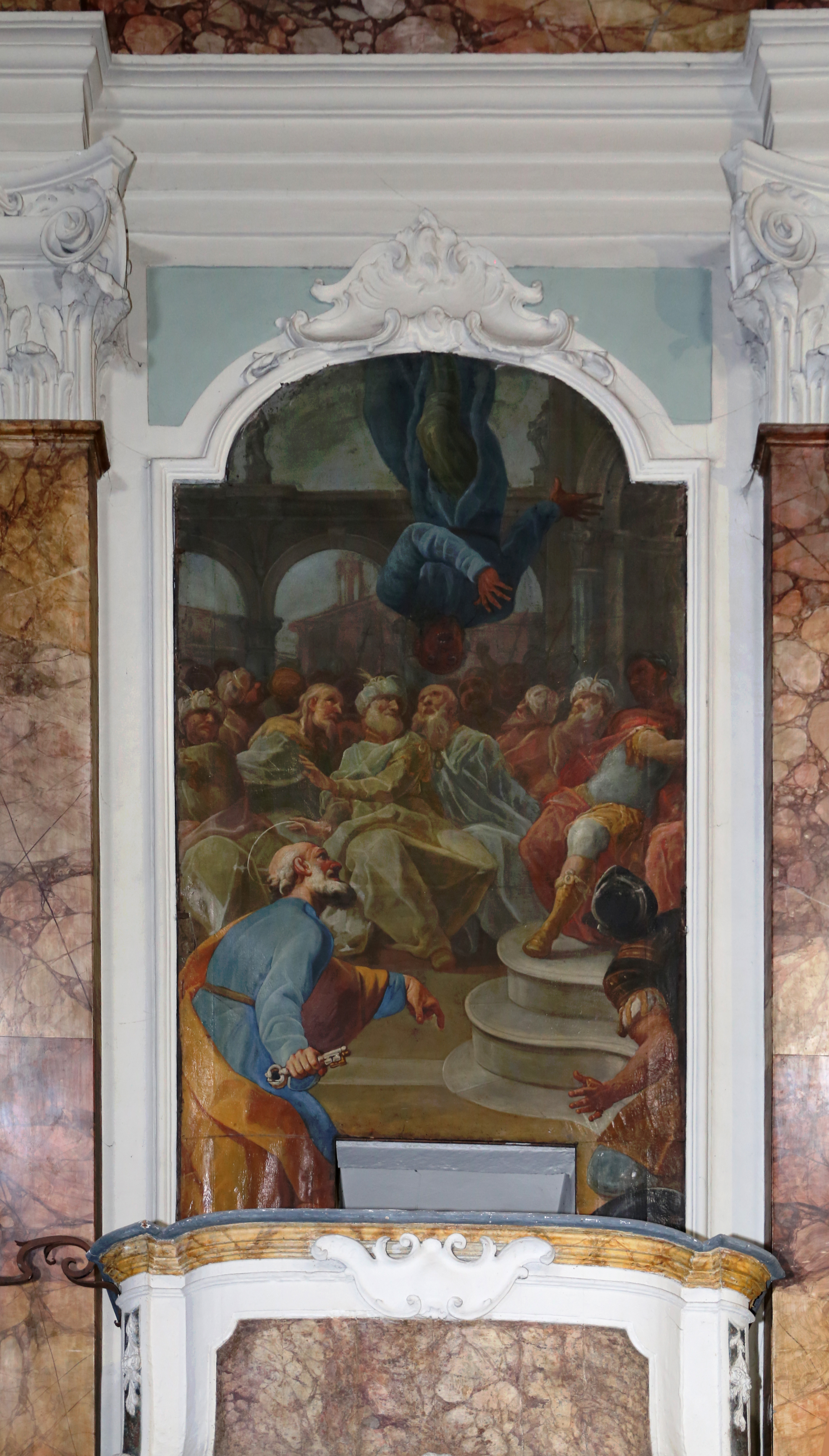
Caduta di Simon Mago, 1777, Borgo a Buggiano

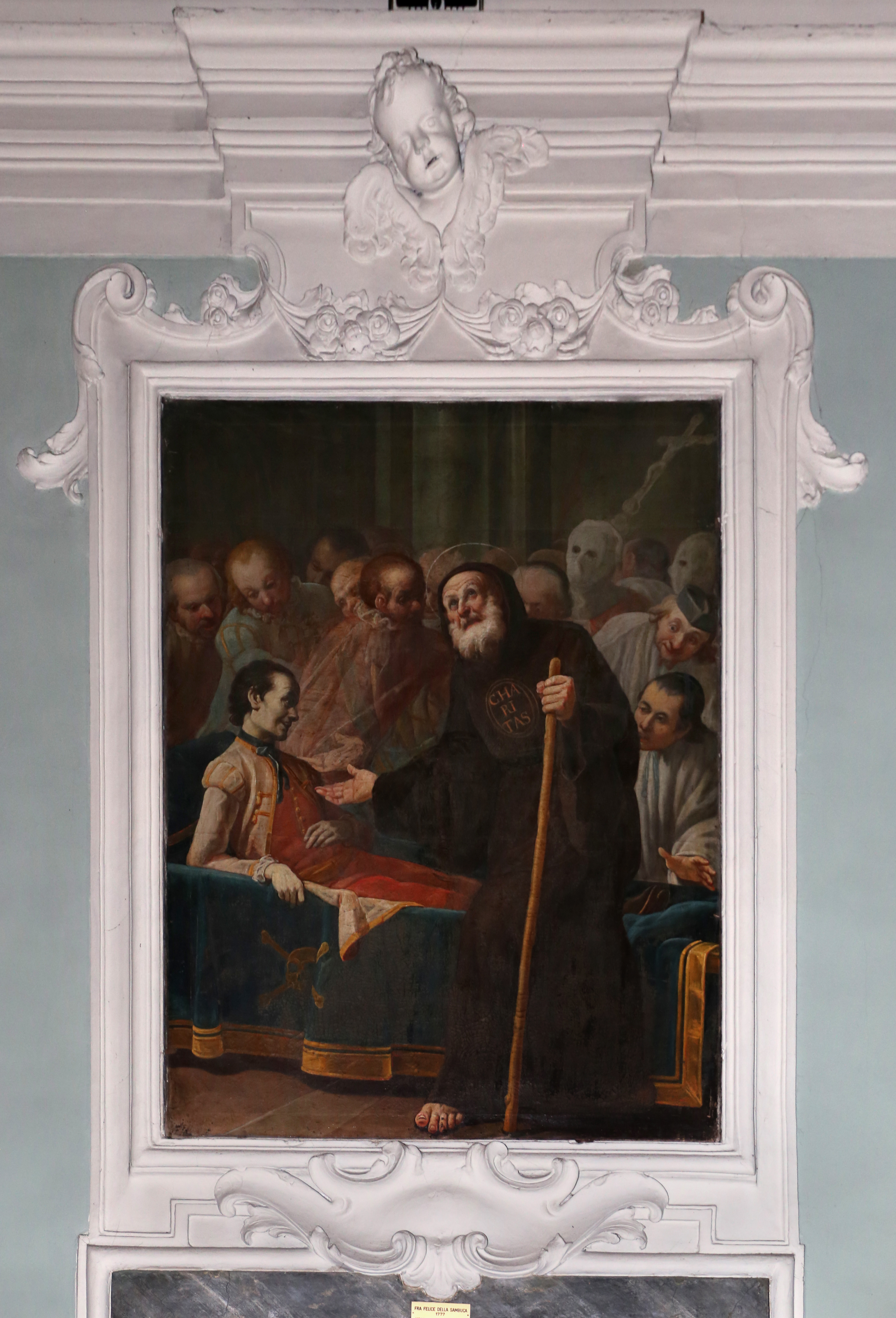
Miracolo di san Francesco di Paola, 1777, Borgo a Buggiano

- San Fedele da Sigmaringen e altri santi cappuccini che venerano un'immagine della Vergine

Borgo a Buggiano
Nella chiesa di San Pietro:  
- Quo vadis Domine
- Guarigione del paralitico, basilica del Santissimo Crocifisso
- San Pietro liberato dal carcere
- Caduta di Simon Mago
- Miracolo di san Francesco di Paola

Pescia
- Pala d'altare con La Vergine e il Bambino, chiesa di San Bartolomeo (Collodi)
- Sant' Agata, chiesa di San Bartolomeo (Collodi)
- San Girolamo e le anime purganti, chiesa di San Bartolomeo (Collodi)

Uzzano
- Vergine in trono tra i santi Bernardo da Corleone e Felice da Cantalice, convento di Torricchio
- Martirio dei santi Fedele da Sigmaringa e di Giuseppe da Leonessa, convento di Torricchio
- Coronazione di spine e Addolorata, convento di Torricchio

Pistoia
Per la chiesa dei Cappuccini: 
- Predica di un santo francescano, oggi custodita nel seminario vescovile
- Beato Bernardo da Offida, oggi custodita nel seminario vescovile

Poggio a Caiano
- Gesù Cristo benedicente e i santi Francesco e Lorenzo, chiesa di San Francesco a Bonistallo

### Opere disperse
- Beato Bernardo in gloria
- Fatti e virtù del beato Bernardo, cinque tondi ad olio